# Шумаков, Юрий Фёдорович
Юрий Фёдорович Шумаков (род. 23 июля 1950, Челябинск) — советский хоккеист, защитник, нападающий. Мастер спорта СССР. Тренер.

## Биография
Воспитанник хоккейной секции ЧТЗ, тренер П. В. Дубровин. Начинал играть защитником, бо́льшую часть карьеры отыграл в центре нападения, в конце карьеры периодически возвращался в оборону. 19 сезонов (1966/67 — 1974/75, 1976/77 — 1986/87) провёл за челябинский «Трактор», из них 17 — в высшей лиге, пять (1980/81 — 1982/83, 1985/86 — 1986/87) — в статусе капитана. На время армейской службы в сезоне 1975/76 выступал в команде первой лиги СКА Свердловск, также провёл пять игр в клубе высшей лиги СКА Ленинград. В сезоне 1987/88 играл во второй лиге за «Металлург» Магнитогорск. Завершал карьеру в команде чемпионата Югославии «Партизан» Белград (1988/89 — 1989/90).
Участник канадского турне «Трактора» (1977—1978).
Тренер «Мечела» Челябинск (1991/92 — 1995/96). В сезоне 1999/2000 — главный тренер юношеской команды Урала и юниорской сборной России. Тренер «Трактора» (2002/03 — 2003/04, до октября). Тренер казахского «Казахмыса» (19 октября 2003 — 9 января 2008). Тренер сборной Казахстана в сезоне 2006/07.
Тренер в хоккейной школе имени Анатолия Картаева (Копейск).
Бронзовый призёр чемпионата СССР 1976/77. Сыграл рекордные 702 матча в высшей лиге. Бронзовый призёр чемпионата Югославии.
8 декабря 2016 года стяг с игровым номером 14 Шумакова был поднят под своды Ледовой арены «Трактор».
Сын Станислав также хоккеист